# زينب السبكي
الدكتورة زينب السبكي، (1924 - 2003)، مؤسسة بنك الدم بالهلال، وعضو البرلمان في دورتة "1979-1984".

## السيرة الذاتية
زينب السبكى، ولدت في عام 1924، حصلت على درجة البكالوريوس في الجراحة في عام 1946، ثم  سافرت في بعثة إلى جامعة واشنطن لمدة عامين، للحصول على الماجستير في بنوك الدم.

لها دور تاريخي خلال الحروب الثلاث التي خاضتها مصر، حيث عملت علي رعاية الجرحي والمصابين وتوفير الدم للمقاتلين وضحايا الحروب، كما أن عطاءها لم يقتصر على المجال العلمي، بل امتد عطاؤها إلي مختلف مجالات العمل الاجتماعي، والعمل الوطني، فبرز نشاطها في اللجنة المركزية للاتحاد الاشتراكي إلي أن أصبحت أمينة للمرأة عام 1973، كما اختيرت عضوا في لجنة المائة لتطوير العمل السياسي في منتصف السبعينيات، وانتخبت عضوا بمجلس الشعب المصري، ووكيلة للجنة الصحة بالمجلس عام 1979.

## أهم أعمالها
- أنشأت بنوك الدم المركزية في المستشفيات الحكومية الكبيرة والصغيرة ومراكز التخزين.[2]
- أول سيدة مصرية مدير بنك الدم بمستشفيات جامعة القاهرة.[4]
- توليت رئاسة جمعية السرطان في عام 1959.[3]
- انتخبت كعضو في البرلمان في عام 1979-1984.[3]
- أول من طالب سنة 1980 بسن تشريع أو قانون يلزم كل مواطن بالتبرع مرة في السنة وقوبل هذا الاقتراح بمعارضة قوية.[2]
- طالبت بانشاء «مجلس مراقبة خدمات نقل الدم» منذ 1954، يرأسه وزير الصحة، ويضم كل مسئولي بنوك الدم.[2]

## تكريمات
- حصلت على وسام الاستحقاق من الدرجة الأولى.[1]
- حصلت على وسام الاستحقاق من وزارة التربية والتعليم العالي.[1]
- حصلت على «درع» الطبيب وسام الفضيلة.[1]

## الوفاة
توفيت بعد صراع مع المرض في يونيو عام 2003.